# Neresnica
Neresnica (szlovákul: Neresnica) Zólyom városrésze  Szlovákiában, a Besztercebányai kerületben, a Zólyomi járásban.

## Fekvése
Zólyom központjától 3 km-re délre, a Jávoros hegység (Javorie) völgyében fekszik.

## Története
Területe a trianoni diktátumig Zólyom vármegye Zólyomi járásához tartozott.

## Nevezetességei
Területén fürdővel rendelkező rekreációs központ és autóskemping található.

## Külső hivatkozások
- Neresnica Szlovákia térképén
- A Neresnicai rekreációs központ ismertetője

## Lásd még
- Zólyom
- Dobrókirályi
- Mátyásfalva
- Zolna
- Zólyomlukó